# 前川定理

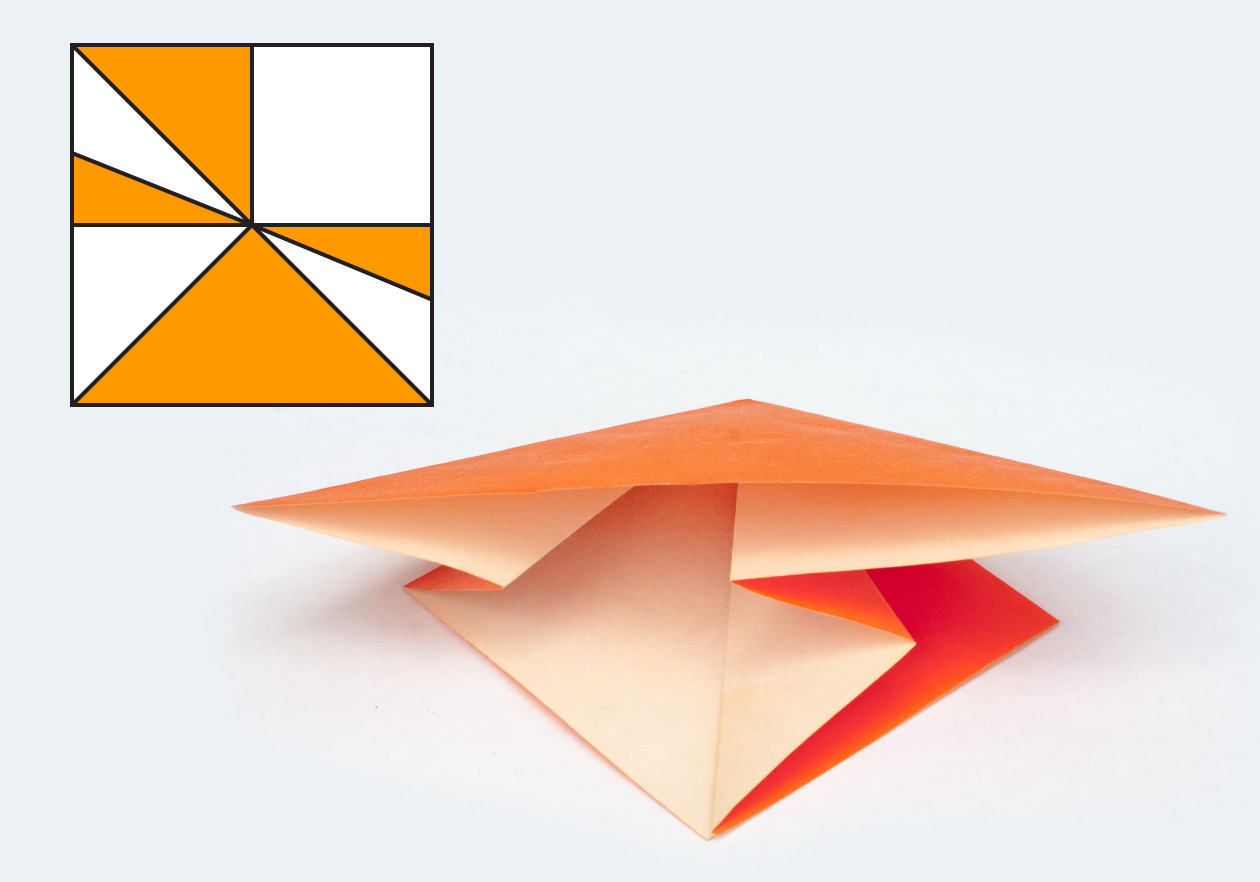

前川定理（Maekawa's theorem）是一个折纸幾何學定理，以日本折紙學會評議員長前川淳之名命名。前川定理指出，平面折纸的每个顶点，峰线数和谷线数在任意方向上都差2。Jacques Justin 以及更早的S. Murata 也發現了同樣的摺紙公理。